# Panorpa plitvicensis
Panorpa plitvicensis är en näbbsländeart som beskrevs av Lauterbach 1972. Panorpa plitvicensis ingår i släktet Panorpa och familjen skorpionsländor. Inga underarter finns listade i Catalogue of Life.